# Rhombophryne vaventy
Espèce
Rhombophryne vaventy est une espèce d'amphibiens de la famille des Microhylidae.

## Répartition
Cette espèce est endémique du parc national de Marojejy à Madagascar. Elle se rencontre à environ 1 326 m d'altitude.

## Publication originale
- Scherz, Ruthensteiner, Vences & Glaw, 2014 : A new microhylid frog, genus Rhombophryne, from northeastern Madagascar, and a re-description of R. serratopalpebrosa using micro-computed tomography. Zootaxa, no 3860, p. 547–560.